# 狐狸附身

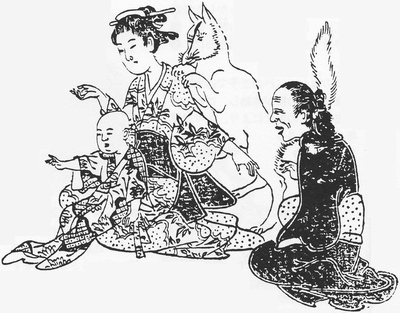
『玉山画譜』裡的「狐狸附身」

狐狸附身，又叫做狐魅病或狐憑（日语：狐憑き），被視為邪靈附體的一種超常現象，一般認為狐狸附身乃是狐妖在作祟。

## 概述
- 古人相信如果有人出現言行舉止或精神上的異常，就是被狐狸附身了，或說是被狐狸所迷惑。
- 狐妖有時能使人生病患疾，被狐所魅而患疾，稱作狐魅病，大都表現為狂疾，即精神病。

## 發狂的症候
神志不清，無法控制自我的情緒，變得喜怒無常。
- 書明府女昏狂妄語 (《太平廣記》卷四四九引《廣異記‧書明府》)
- 張立本女號呼泣不已（《太平廣記》卷四五四引《會昌解頤錄‧張立本》）
- 村女每日昃，輒靚妝豔服（《稽神錄‧張謹》）
- 王黯一會兒發狂大叫，一會兒忽而欣喜（《廣異記‧王黯》）
- 張例時有發動，家人不能制（《太平廣記》卷四五○〈張例〉出處不詳）

## 發狂的原因
- 《宣室志》卷十《江陵少尹》中術士解釋：精魂已為妖魅所奪，翻成白話：人的魂魄被妖魅所奪走，因而心神喪失，不能自制。
- 埃爾溫·貝爾茲（Erwin Bälz）在1885年發表的官方報告中，針對「狐憑」做了以下的描述：「大抵上，關於這個病症，來自印度、波斯、支那、日本、巴勒斯坦等地的報告，內容幾乎雷同。」「在印度、波斯等地相信是魔鬼侵擾所致，在東方的亞洲則歸咎於狐狸或幼犬所為。究其原因，乃是源於東方人迷信，認為這些獸類具有超凡的力量，能夠迷惑眾生或作祟害人。

## 驅邪的方法
- 請求法師或道士為其驅邪，舉行法事潔淨身體，趕走身上作祟的邪靈。
- 《本草綱目》記載：生擒狐狸，取其狐心、狐肝，趁新鮮時服用，治狐魅病。
- 《本草綱目》記載：煮食狐鼻，治狐魅病。
- 有些鄉下地方很迷信，害怕狐狸附身的人會作怪，因而將狐狸附身的男女綁起來吊掛在樹上，然後在樹下堆起薪柴，用火把點燃後，讓他們在煙霧瀰漫中被嗆死。

## 相關作品
- 中島敦/著〈狐憑〉

## 外部連結
- 高橋紳吾/著『きつねつきの科学 （页面存档备份，存于）』（講談社）